# Sclerochiton bequaertii
Sclerochiton bequaertii är en akantusväxtart som beskrevs av De Wild.. Sclerochiton bequaertii ingår i släktet Sclerochiton och familjen akantusväxter. Inga underarter finns listade i Catalogue of Life.